# Rick Estrin
Rick Estrin (* 5. Oktober 1949, Los Angeles, Kalifornien) ist ein amerikanischer Mundharmonikaspieler, Sänger und Songwriter.

## Leben
Estrin begann mit dem Mundharmonikaspiel in den 1960er-Jahren. Im Alter von 18 Jahren traf er den Soulsänger Rodger Collin, der sein musikalischer Mentor wurde. Mit 20 ging er auf Einladung seines Freundes Jerry Portnoy nach Chicago, wo er mit vielen Größen des Chicago Blues auftrat beziehungsweise auf Tournee ging (Muddy Waters, Buddy Guy, Eddie Taylor, Sam Lay, John Littlejohn und Johnny Young). Muddy Waters wollte sogar, dass er mit ihm auf Tournee geht, doch ein nicht entgegengenommener Telefonanruf verhinderte das. Doch nicht nur die Musik, auch der Lifestyle seiner Mentoren wirkte ansteckend auf ihn. 1973, während seiner Zeit bei Luther Tucker, verletzte er Junior Watson in einem Streit. Die Stichwunde im Hals hatte nahezu fatale Folgen. Watson hat Estrin nie angezeigt.
Nach Jahren des Reisens zwischen Kalifornien und Chicago gründete er 1976 in Berkeley mit dem Gitarristen Charlie Baty die Band „Little Charlie & the Nightcats“; mit dieser Gruppe fand er eine große Anhängerschar. Seither sind sie mit ihrer Mischung aus Chicagoblues angereichert mit Elementen anderer Stile (Jump Blues, Surf …) auf Tourneen in den gesamten Vereinigten Staaten unterwegs und spielten auch auf den wesentlichen Festivals. Nachdem sich Charlie Baty 2008 vom Tourneeleben zurückgezogen hatte, wurde die Band in Rick Estrin & The Nightcats umbenannt und Baty durch den norwegischen Gitarristen Chris „Kid“ Andersen ersetzt.

## Rick Estrin als Songwriter
Neben Willie Dixon und Jerry Leiber/Mike Stoller nennt Estrin Sonny Boy Williamson II., Percy Mayfield und Baby Boy Warren als seine großen Vorbilder beim Schreiben von Songs. Zahlreiche Bluesmusiker coverten Kompositionen von Rick Estrin, so  zum Beispiel Saffire – The Uppity Blues Women, Little Milton, Rusty Zinn, Kid Ramos und Mark Hummel. Drei seiner Songs fanden den Weg auf Grammy nominierte Alben: Don’t Put Your Hands On Me (Koko Taylor), I’m Just Lucky That Way (Robert Cray), Homely Girl (John Hammond).

## Auszeichnungen
- 1993 erhielt Estrin den Blues Music Award für „My next Ex-wife“ als Best Blues Song of the Year
- 2010 Vier Nominierungen Blues Music Award Rick Estrin: B.B. King Entertainer of the Year Bester Instrumentalist: Harmonica

Contemporary Blues Album Of The Year Twistet Rick Estrin and The Nightcats: Band Of The Year